# ローテンブルク・オプ・デア・タウバー
ローテンブルク・オプ・デア・タウバー（ドイツ語: Rothenburg ob der Tauber  サウンド）は、ドイツ南部のバイエルン州ミッテルフランケン行政管区のアンスバッハ郡にある大規模郡都市。ロマンティック街道沿いの観光都市として有名。「中世の宝石箱」とも呼ばれる。

## 地理

### 位置
ローテンブルク・オプ・デア・タウバーは、タウバー川沿いのフランケンヘーエ自然公園周縁部に位置している。

### 地域
市の構成
本市は、公式には39の地区 (Ort) からなる。このうち小集落や孤立農場などを除く集落を以下に列記する。
| - ベッテンフェルト - デトヴァング - ハンスレーダーミューレ - ヘルンヴィンデン - カイザーシュトゥール | - ルードレスミューレ - ミッテルミューレ - ローテンブルク・オプ・デア・タウバー - シュレースライン - ウンテーレ・ヴァルクミューレ |

### 隣接自治体
- ゲープザッテル
- ノイジッツ
- シュロツベルク
- シュタインスフェルト
- ヴィンデルスバッハ

（南から時計回り）

## 歴史

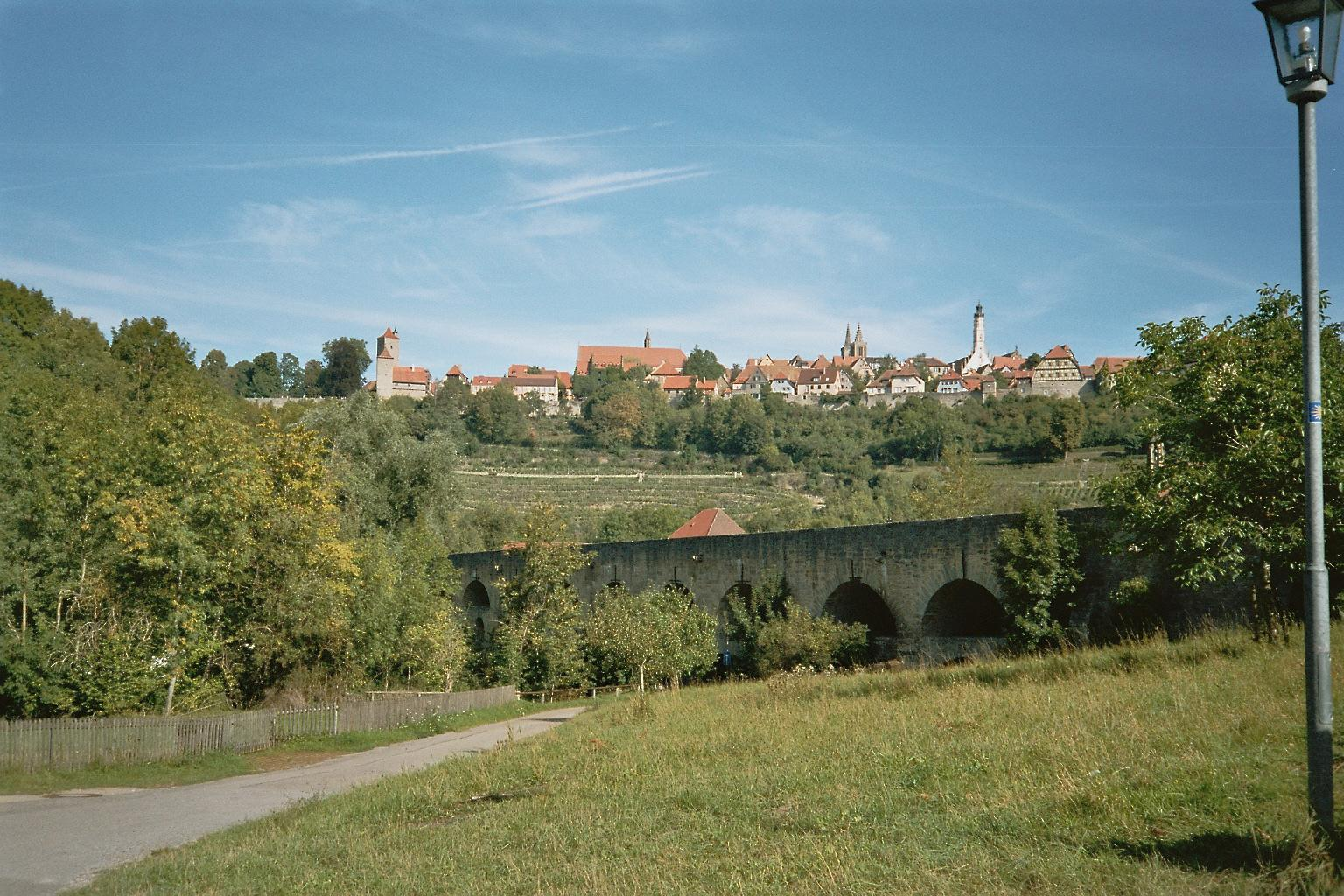
ローテンブルク遠望。街は丘の上にある

### 古代
ローテンブルクの起源は、現在は一市区となっているデトヴァングにあった。この小教区は、970年頃にライニガーという名の東フランケン地方の貴族によって創設された。この貴族はついでコムブルク（現在はシュヴェービッシュ・ハル市の一部）を創設した。この貴族が、タウバー川を望む丘の上に (oberhalb der Tauber) 城を建てたことが、現在の地名である "ob der Tauber " の由来である。
このコムブルク＝ローテンブルク伯が断絶する1108年までには、皇帝の城が築かれていた。この伯家の最後の当主となったハインリヒ・フォン・ローテンブルクは、城をコムブルク修道院に遺贈した。
しかし、皇帝ハインリヒ5世は、この遺贈を認めず、甥のコンラート・フォン・ホーエンシュタウフェンにレーエンとしてこの所領を与えた。コンラートは1137年にローマ王（在位1138年-1152年）に即位してコンラート3世となると、1142年にローテンブルクに帝国の城を築き、ここに宮廷を置いた。しかしローテンブルクの宮殿において政務を執った国王はコンラート3世のみである。
彼の息子のフリードリヒ・フォン・ローテンブルクは、父親が亡くなったときはまだ成人前であったため、従兄弟のフリードリヒ1世の後見下に置かれ、1157年に「ローテンブルク公」という称号で刀礼を受けた。フリードリヒ1世により、フリードリヒ・フォン・ローテンブルクにはエーガーラント地方も与えられた。フリードリヒは1167年に亡くなり、彼の兄も早逝していたため、ローテンブルクの城は意味を失った。

### 中世
1170年にローテンブルク市が設置された。当時の町の中心は市場とヤコブ教会であった。この当時から街の要塞化が始まったとみられる。その時代の遺物として、古い地下室・古い堀や牛乳市場などを見る事が出来る。13世紀になると、塔や城壁が造られた。その中で現在まで残っているものはレーダー・アーチとマルクス塔である。
1194年から1254年まで、ホーエンシュタウフェン朝の代官がローテンブルク周辺の地域を支配した。この頃、聖ヨハネ修道会やその他の修道会がヤコブ教会やドミニコ会の修道院の近くに設置された。
1274年にローテンブルクはハプスブルク家のルドルフ1世から帝国都市の特権を与えられた。市内には3つの有名な市場が出来、その後の数世紀にわたり街は発展した。市内の住民と郊外の騎士らはフランシスコ会の修道院と聖霊病院を設置した（1376年 - 1378年に市の防壁に組み込まれた）。ドイツ騎士団は1311年に聖ヤコブ教会の建設をはじめ、1336年から市民が使えるようになった（完成は1485年）。聖ヤコブ教会には、十字軍遠征に伴いローテンブルクにもたらされた聖遺物とされる聖血が置かれた。これが多くの巡礼者を引き寄せ、中世のローテンブルクは第一級の巡礼地であった。その当時は神聖ローマ帝国内の上位20都市の中に入っていた。市壁の内側の人口は約5500人で、これに加えて周辺の390平方キロメートルの領地の中に14,000人が居住していた。
1350年には皇帝から徴税権と関税権を認められ、この頃からローテンブルクは帝国自由都市とみなされるようになる。
1356年のバーゼル地震で古い城塞が崩壊した。今もなお聖バルシウス教会が残っている所である。その廃墟の切石は当時としては貴重な資材であり、市壁の建造に用いられた。
中世のこの町で最も有名な人物は、エネルギッシュな政策で知られた市長ハインリヒ・トップラー（1340年頃生 - 1408年没）であろう。1373年にはトップラーが市長に就任した(1408年まで在任)。ヤコブ教会の増築を決定。また1398年には聖ヤコブ教会の建設をドイツ騎士団から引き継ぎ、聖ヤコブ教会は市所有の教会となった。それと同時に、ゴシック様式の市庁舎の建設も始まった。1378年、ローテンブルクはウルムを盟主とするシュヴァーベン都市連盟に加盟した。1400年ごろまでには、ローテンブルクはフランケン地方の中ではニュルンベルクに次ぐ第二位の人口を抱える都市となった。
1485年には、170年掛けて建設された聖ヤコブ教会が落成し、現在までよく保存されている。
1525年、ドイツ農民戦争において、ローテンブルクはフロリアン・ガイアー率いる反乱軍側につき、プロテスタントに改宗しようとしたが、最終的にローテンブルクの守将 Kasimir は降伏した。Johann Teuschlein ら反乱者が処刑された。

### 近世

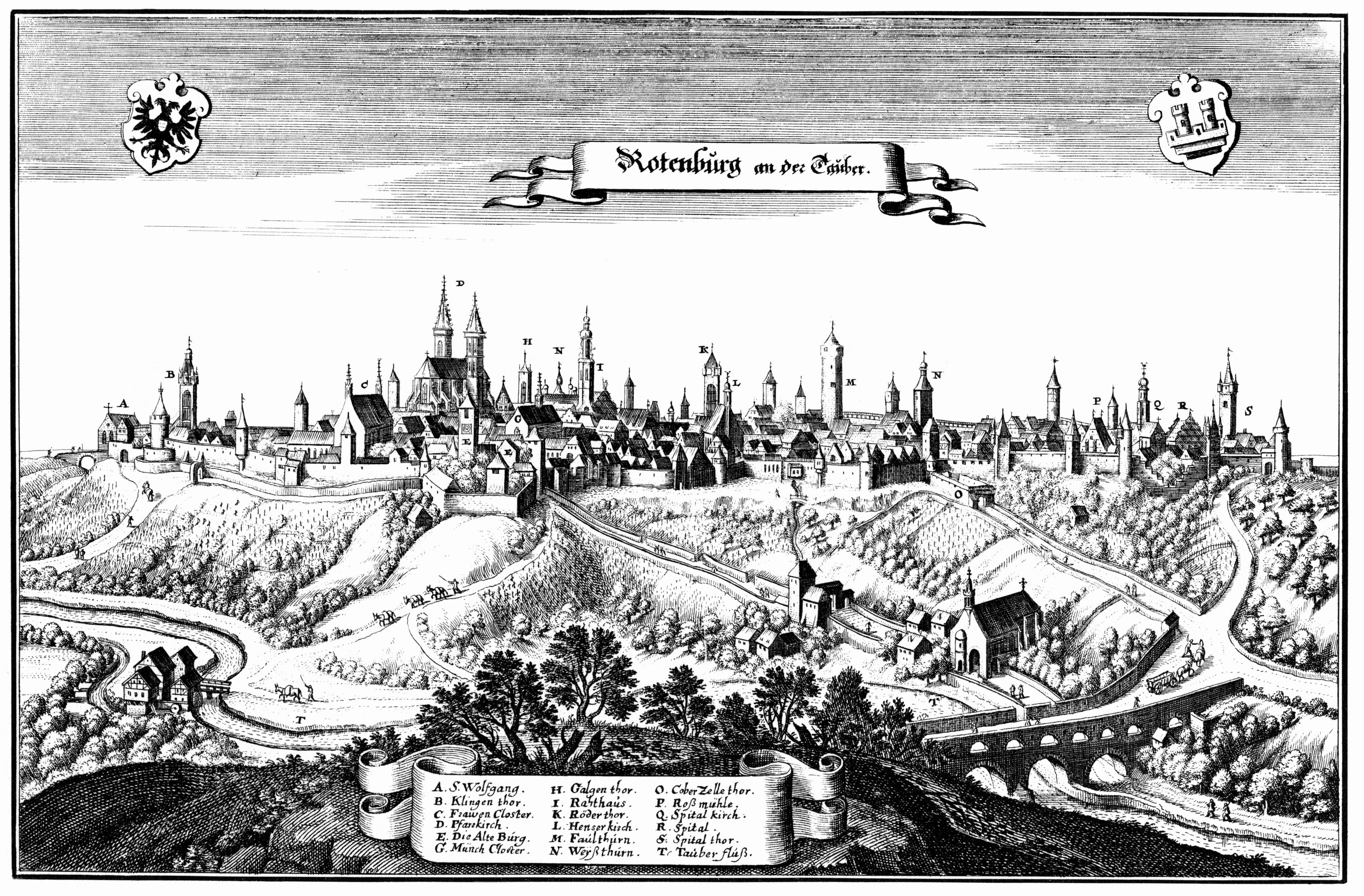
17世紀のローテンブルク

1544年、ローテンブルクは Johann Hornburg 市長の時代に遂にプロテスタントへの改宗を達成した。いわゆる宗教改革である。
1559年にはプロテスタントの教会規則が公布された。聖ジョンの騎士団とドイツ騎士団だけが引き続きカトリックを信仰したが、これらの騎士修道会もそれぞれの教会（聖ジョン教会、聖ヨハネ教会）への権利を手放さねばならなかった。
1572年、1501年に焼失した市庁舎の東側の再建が始まった。その後、三十年戦争が勃発するまでの間、街は繁栄した。
1618年に勃発し1648年まで続いた三十年戦争の時代、ローテンブルクも戦費の負担や通過する友軍への便宜供与などを行った。1631年、1634年、1645年にローテンブルク付近で戦闘があった。
1631年10月にカトリックのティリー伯ヨハン・セルクラエスが、プロテスタントのルター派のローテンブルクに40,000人の軍隊の宿営を求めた。街はこれを拒否し、籠城して守り抜こうとした。しかしながら、ティリー伯の軍隊は300人の兵を失っただけで、間もなくローテンブルクを陥落させた。「街に火を放ち掠奪する」と脅したティリー伯から旧市長のヌッシュが街を救った成り行きは、現在も毎年開催される街の祝祭劇『マイスタートゥルンク』の話の元になっている。
帝国都市連合は1632年-1634年にかけてスウェーデンと同盟した。
1634年にはペストの大流行によって多くの死者が出た。
1645年にフランスの軍隊に占領された。
1650年に最後の兵士が街を去ると、この街にはもはや財産も権力もなくなり、ローテンブルクの街の発展は停滞し、街はその重要性を失っていった。これは、街が17世紀のままの状態で保存された理由である。
1688年の大同盟戦争では、フランスの侵攻を受けてドイツ側の軍隊(ラントヴェーア)は大損害を受けたがローテンブルクは占領されなかった。街の再建は18世紀まで続いた。
1793年のフランス革命戦争もこの地に大きな騒乱をもたらした。この頃、既にアンスバッハ侯領とバイロイト侯領を引き継いだプロイセン王国はローテンブルクとの間で国境を画定する合意書に署名している。
この事は、ローテンブルクのような小さな帝国都市であっても、その独立性を認められていた事を意味している。

### 近代

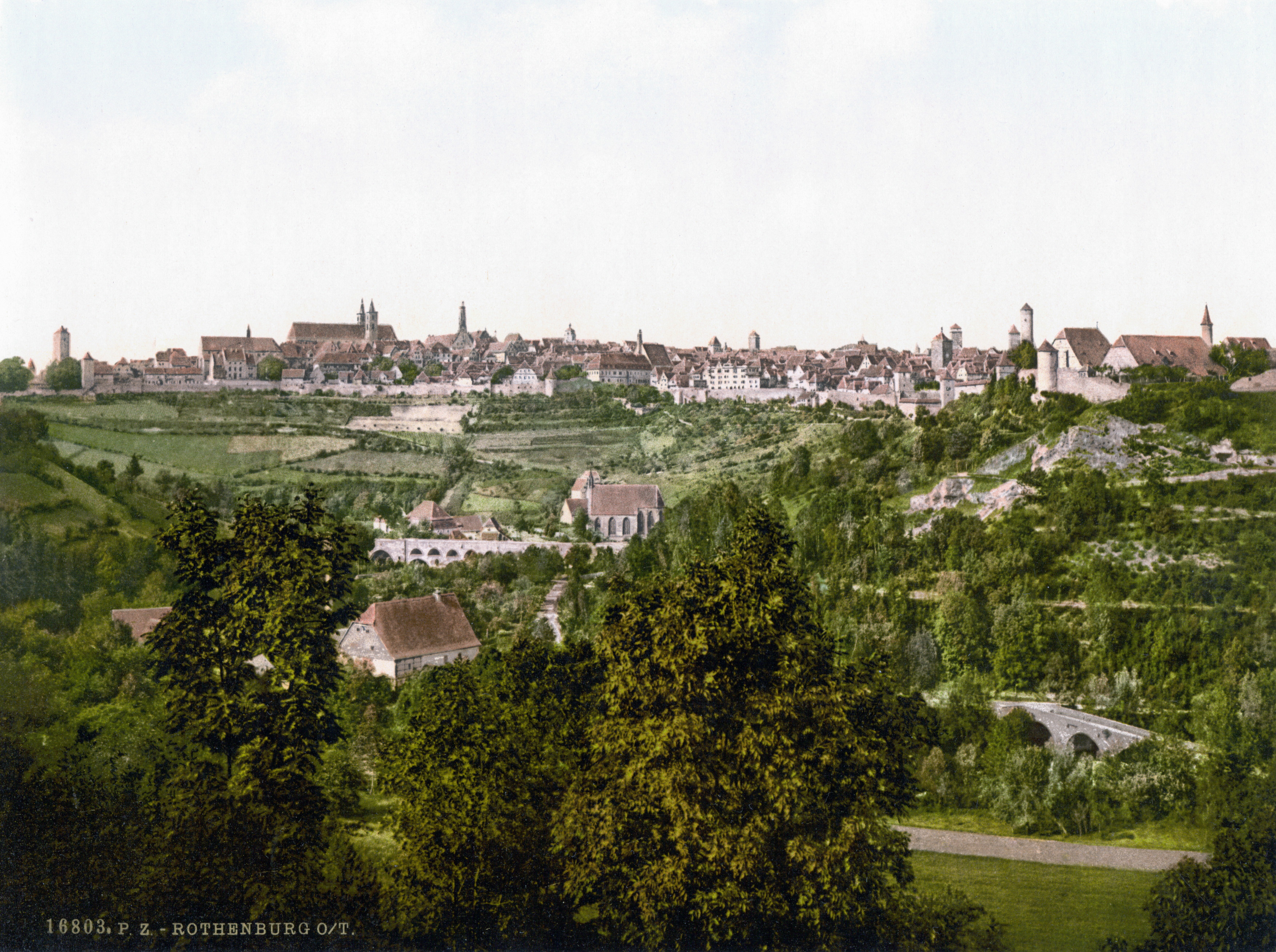
1900年頃のローテンブルク

フランス革命戦争ではオーストリア軍および帝国クライス軍がフランスに敗北した。この賠償のために神聖ローマ帝国はライン川左岸地域をフランスに割譲する事となった。このとき神聖ローマ帝国が失ったライン川左岸地域の領土を領有していた諸侯に対しては、残っている神聖ローマ帝国領を再分割して領地を補償する事となり、そのために招集された帝国代表者会議主要決議において1803年に決議が成立した。この決議により、500年にわたる独立都市としての歴史を持つローテンブルクは、その意思に反してバイエルン領に併合された。帝国の負債のため、バイエルンは多くの公共建築物や土地を売却した（例えば現在の教会広場となっている牛乳市場の Marienkapelle や、Stauferburg の大きな塔など）。帝国クライス会議の代議士を勤めた名門の家系も土地を失い、von Stadt 家を除いて他所へ移って行った。
1806年にはナポレオンの圧力により、フランス主導でバイエルン王国が成立。同時にライン同盟に加盟し、フランスの影響下に置かれた。ローテンブルクは辺境地帯となり、経済危機はさらに悪化した。
1813年にはナポレオン敗退によりライン同盟は解消、1815年のウィーン会議によりバイエルン王国はオーストリアを盟主とするドイツ連邦に加入した。
このドイツ連邦も、1866年の普墺戦争のプロイセン勝利をもって解消された。1871年にドイツ帝国が成立すると、バイエルン王国もドイツ帝国に組み込まれた。また、1873年には鉄道が開通した。これらの理由によりドイツ帝国内からの旅行が容易になり、次第に観光客が増え始めた。また工業化（乳母車工場など）も進め、経済は回復を始めた。
1880年代になると、ロマン主義の画家らによってローテンブルクが再発見され、イギリスやフランスからも人気の観光地となっていった。街並みに大きな変更を加える事を禁ずる法律が作られた。第一次世界大戦前には、現在も存在しているホテル・アイゼンフートに滞在するバスツアーまであった。
ヴァイマール共和国時代、この都市とその周辺の選挙区は、NSDAP支持者の多い地区となり、1933年の選挙でこの政党は80%もの票を獲得した。
ローテンブルクはナチスの運動家たちにとって特別に重要なものであった。彼らにとってローテンブルクはドイツ人の「故郷の町」の典型であり、ドイツ的な要素を余すところなく体現した街とされた。1930年代を通じて、ナチスの下部組織である歓喜力行団は国中からローテンブルクへの日帰り旅行を定期的に組織した。この運動はローテンブルクの住民からは強く支持された。それは、この運動がもたらす経済的な利益のみならず、ローテンブルクは「ドイツの街の中で最もドイツ的である」と称揚されていたからでもあり、住民の多くは国家社会主義に好意的であった。1938年10月、ローテンブルクはユダヤ人市民を追放した。これはナチスや、ドイツ中のナチス支持者たちから支持された。
ここに理想的なナチスの地域社会が作り出されることで、ドイツの人々はナチスが求める家族や地域社会としての生活のありようを連想した。ローテンブルクは、ナチスの思想を理想的な家庭生活として明瞭に具現化していた。更に、他のドイツの街もナチスを支持してローテンブルクに作られた「例」に続くようになり、これが、ローテンブルクに「理想的な」ナチスの地域社会を作るということにつながるナチスのドイツ国家主義の傾向の始まりとなっていった。これが発展して、当時のプロパガンダで描かれていたような、理想的なナチスの家族像を示すことにつながっていった。ナチスやヒトラーユーゲントの中で育ち、そして市民としてあるいは軍人としてナチスドイツの思想と総統アドルフ・ヒトラーを守るというナチスドイツの少年教育が始まると、理想的なライフスタイルは更に奨励された。これがナチスの愛国主義の中核思想を形成し、彼らの信条となっていく。多くの方法で、ローテンブルクはナチスの運動の鍵となる要素を示し、国家社会主義者の考えをドイツ中、およびヨーロッパ中のドイツ語圏地域に広めるためのモデル地域となっていたのである。

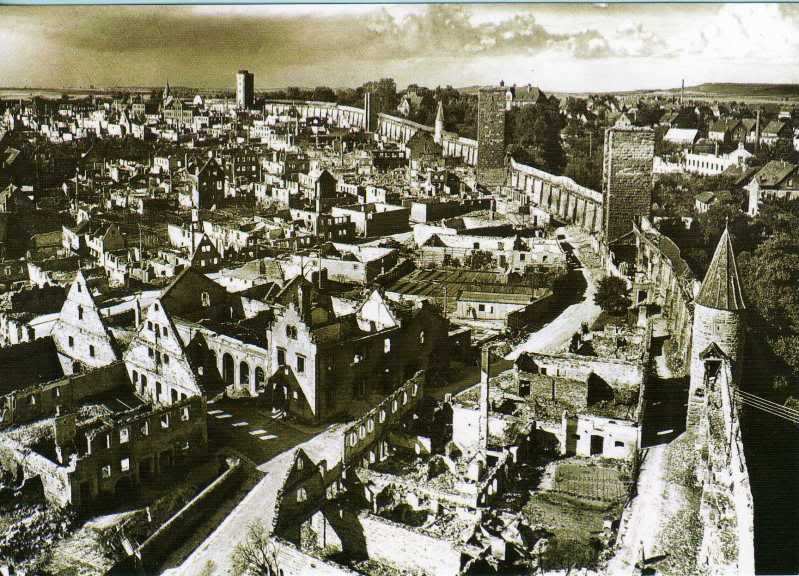
連合軍による爆撃後のローテンブルク(1945年)

第二次世界大戦の終戦直前の1945年3月、ドイツ軍の兵士がローテンブルクに駐屯して街を守備していた。3月31日、ローテンブルクは、16機のアメリカ空軍機の爆撃を受け、39人が死亡し、306軒の家屋、6つの公共建築物、9つの望楼、そして市壁が600mにわたって破壊された。
これは、保存されていた建造物の約40%以上を占める旧市街東部が損傷または破壊された事になる。
この爆撃作戦の本来の目標は、オーバーフランケンのエーブラハであったが、霧に覆われていたため攻撃できず、このため代理の目標として、軍事的な意義などないにもかかわらず、ローテンブルクが攻撃されたのであった。損害の大部分は、旧市街でも比較的新しい地域であったため、最も重要な記念建造物は、被害を免れた。後に質問されたパイロットは、自分たちが文化遺産都市を爆撃していることにまったく気づいていなかったと答えている。
かつての米国国防省副長官ジョン・ジェイ・マックロイは、文書で以下の証言を行った。ローテンブルクへの進軍に際して、デーヴァーズ将軍の部隊による砲撃が計画されたのだが、これを阻止したというのである。彼は、戦前にこの街を訪れ、この中世都市に魅了された母親の話で、この街を知っていたのだという。ドイツ軍守備隊長のThommes少佐はヒトラーの「全ての街は最後まで戦え」との命令を無視し、降伏した。これによって、砲撃による街の完全破壊は免れた。4月17日、ドイツが降伏する3週間前に、米軍が街を占領した。

### 現代
戦後、街の多くが再建された。全世界から再建のための寄付が寄せられ、アメリカからも多額の再建資金援助を行っている。この時の寄付者の名前は、市壁の内側通路に掲示されている。
1972年まで、この街はローテンブルク郡の郡庁所在地であった。バイエルン州の市町村再編により、この街とその郡はアンスバッハ郡に編入されることとなった。この都市は、大規模郡都市の地位を保持した。

## 政治

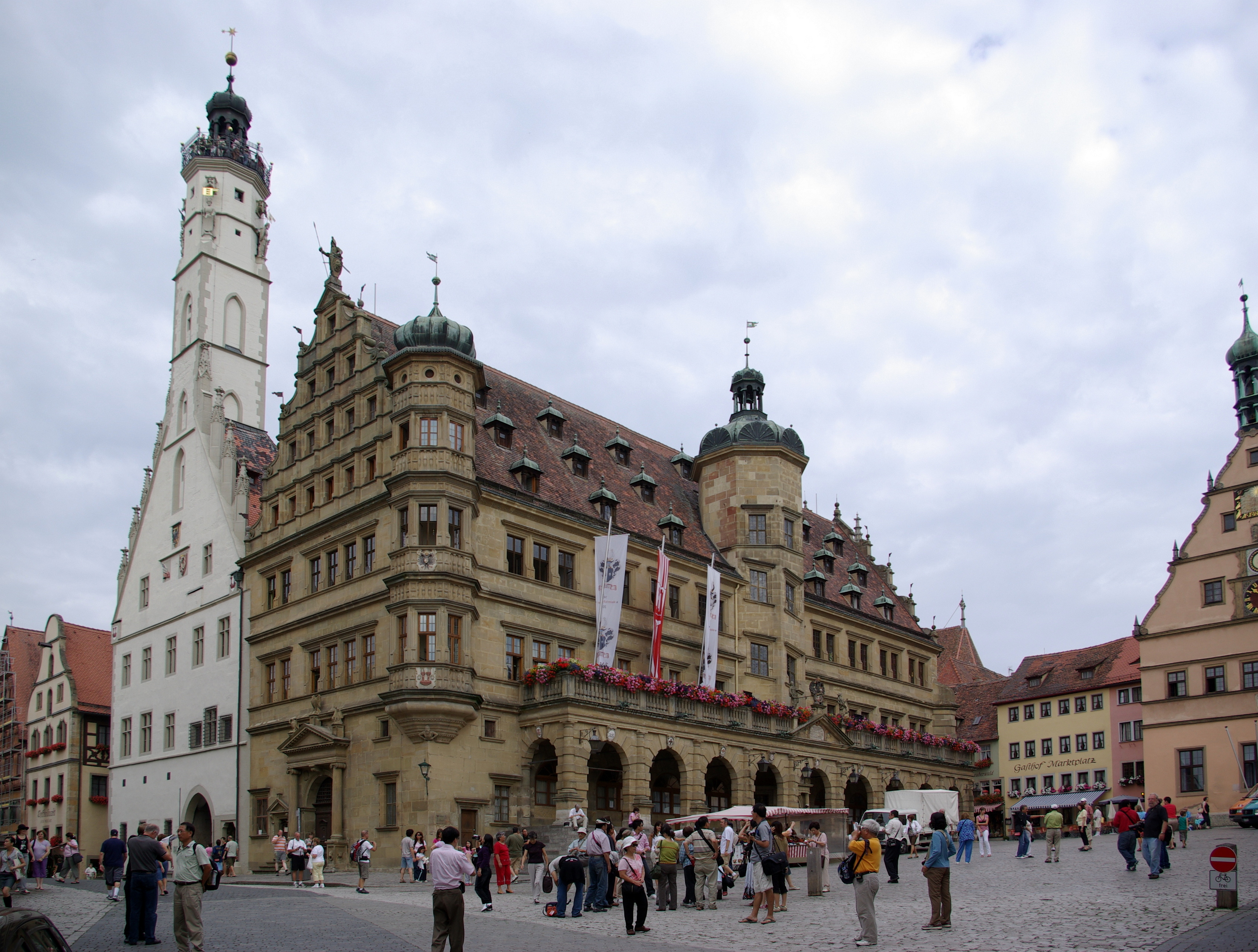
マルクト広場に面して建つ市庁舎。

### 行政

#### 市長
歴代市長
第二次世界大戦後の上級市長を列記する。
- 1945–1952: フリードリヒ・ヘルナー (Friedrich Hörner) SPD
- 1952–1964: エーリヒ・ラウターバッハ (Erich Lauterbach) 無所属
- 1964–1976: アルフレート・レーダータイル (Alfred Ledertheil) SPD
- 1976–1988: オスカー・シュバルト (Oskar Schubart) CSU
- 1988–2006: ヘルベルト・ハハテル (Herbert Hachtel) SPD
- 2006–2020: ヴァルター・ハルトル (Walter Hartl) 無所属
- 2020– : マルクス・ナーザー (Markus Naser) 無所属、Freien Rothenburger Vereinigung (FRV) の候補

#### 紋章
銀地に、赤い2本の胸壁のある塔のある城。塔の間には三角屋根の小楼。

### 議会

#### 市議会
市議会は、24議席からなる。

## 対外関係

### 姉妹都市・提携都市
- 内子町（日本国 四国地方 愛媛県 喜多郡）
- スーズダリ（ロシア連邦 ウラジーミル州）
- アティス＝モンス（フランス共和国 イル・ド・フランス地方 エソンヌ県）
- モンタニャーナ（イタリア共和国 ヴェネト州 パドヴァ県）

### その他
小ローテンブルク
よく保存された中世都市を代表するシンボルとして「ローテンブルク」の名はフランケン地方の外でも転用されている（日本で「小京都」が多くあるようなもの）。
オーバーバイエルン地方のランツベルク・アム・レヒは、ローテンブルク・オプ・デア・タウバー同様に保存状態のよい中世建造物群から『バイエルンのローテンブルク』と呼ばれる。
モーゼル川に面したバイルシュタインは「小ローテンブルク」と称している。
1945年に甚大な被害を受け、ドイツの帰属から離れるまで、プジッツェ (Pyrzyce) やパスウェンク (Pasłęk) は、それぞれ「ポンメルンの」あるいは「東プロイセンの」ローテンブルクと呼ばれていた。

## 経済
ローテンブルクでは、観光産業が大きなウェイトを占めている。
しかしこの他にも、大手家具製造業者の工場が一つ、大手建設機械製造業者の工場が一つ、中小の機械製造業者がいくつか、それにヨーロッパで2番目に大きな焼き菓子の生産工場がある。

### 工業
- 家具
- 建設機械
- 菓子

### 観光業
- ローデンブルクの旧市街など

### 地元企業
- AEG-Electrolux（レンジ、調理容器）
- Ebalta（プラスチック、鋳造プラスチック、接着剤）
- Erhard Sport International（スポーツ用品）
- Käthe Wohlfahrt（クリスマスの飾り付け）
- Lechner（焼き菓子製造）
- ROTABENE Medienhaus（出版『Fränkischer Anzeiger』（フランケン新聞）や『 Evangelisches Sonntagsblatt aus Bayern』（バイエルン福音派日曜紙））
- Schaeff-Terex（パワーショベル、建設機械）
- Neuberger（建設オートメーション）

## 交通

### 空路

#### 空港
市街の約1km東に、ローテンブルク・オプ・デア・タウバー・スポーツ飛行場（荷重5,700kg、滑走路600m）がある。ここでは、時折、メルセデス・ベンツ・ツーリングカー・レーシング・チームがテスト走行を行っている。

### 鉄道

#### 鉄道路線
この街は、幹線鉄道トロイヒトリンゲン - ヴュルツブルク線とシュタイナハから分岐する形で1873年11月1日に開業した、鉄道路線の終着点である。現在この路線は、ニュルンベルク広域鉄道網の一つ、近郊鉄道RB82として運営されている。1905年から1971年までの間はさらにシリングスフュルストを経由してドムビュールへ至り、幹線ニュルンベルク - クライルスハイム線に接続していたが、同区間は現在廃止されている。
鉄道で移動する際には、バイエルン州ゼルビッツ郊外にローテンビュルク（de:Rothenbürg (Selbitz)、u にウムラウトが付いている）というまぎらわしい駅があるので注意が必要である。
間違えてローテンビュルクに向かってしまう観光客が少なくないようで、ローテンビュルクからローテンブルク・オプ・デア・タウバーに行く方法を複数の言語で案内するパンフレットがローテンビュルク駅には用意されている。

### 道路

#### 高速道路
ローテンブルク・オプ・デア・タウバーは、アウトバーンA7号線沿いに位置し、市街からわずかな距離にローテンブルク・オプ・デア・タウバー・インターチェンジがある。
旧連邦道B25号線がローテンブルクを南北に縦断して走っており、東西に走る古城街道と市内で交差する。

#### 自転車道
ローテンブルク・オプ・デア・タウバーには多くのサイクリングロードが通っている。

## 観光

### 名所・旧跡
建築物

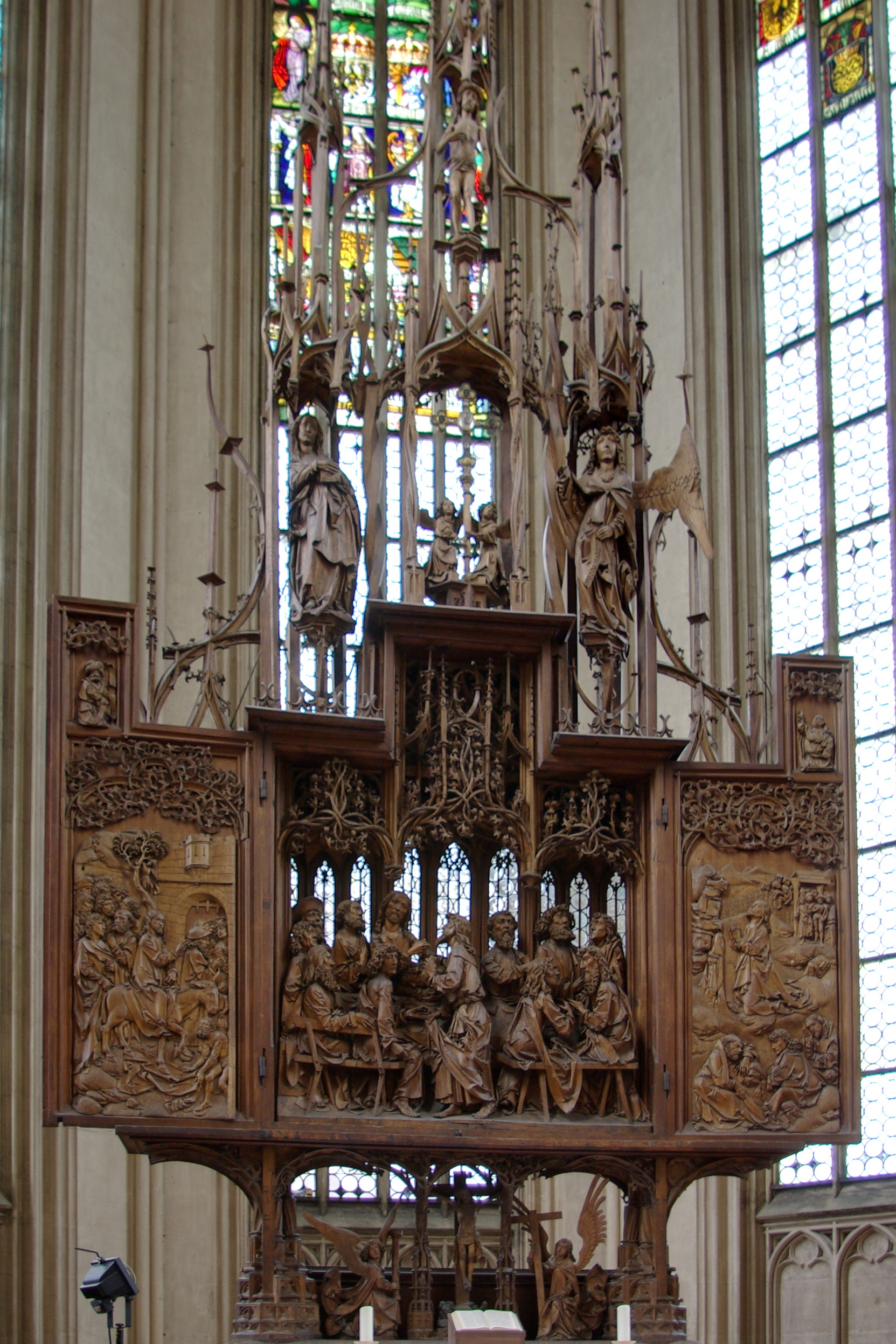
聖血の祭壇

旧市街全体が見応えのある建造物で造られていると言っても過言ではない。夜の旧市街をまわる、ナイトウォッチマンツアー（夜警ツアー）もある。
- マルクト広場に面して建つ歴史的な市庁舎とマイスタートルンクのからくり時計がある市参事会酒宴館
- 聖ヤーコプス教会：ティルマン・リーメンシュナイダー作の聖血の祭壇がある。ローテンブルク郊外のデトヴァングの教会にもリーメンシュナイダー作の祭壇（聖十字架祭壇）がある。
- 市壁、市門（北から時計回りに、クリンゲン門、ヴュルツブルク門、レーダー門、シュピタール門、コーボルツェラー門）
- プレーンライン
- ブルク門、マルクス塔・レーダーアーチ、ヴァイサー塔：現在のものより古い時代、12世紀の市壁に設けられた門。
- シュピタール堡塁
- クリンゲン門に近いヴォルフガング教会（自衛教会）
- ブラジウス礼拝堂
- 二重橋：タウバー川に架かる上下二層の橋
- ヴィルトバート・ローテンブルク：1898年から1903年にフリードリヒ・ヘッシングにより温泉ホテルとして建設された。1982年以降は、プロテスタントの集会場として用いられている。

- 市壁
- 市門の一つ、クリンゲン門
- 市門の一つ、レーダー門
- マルクス塔・レーダーアーチ
- 旧市街を取り囲む市壁
- ジーバー塔
- シュピタール堡塁
- ヴィルトバート・ローテンブルク
- 市庁舎
- 市庁舎通り

### 観光スポット

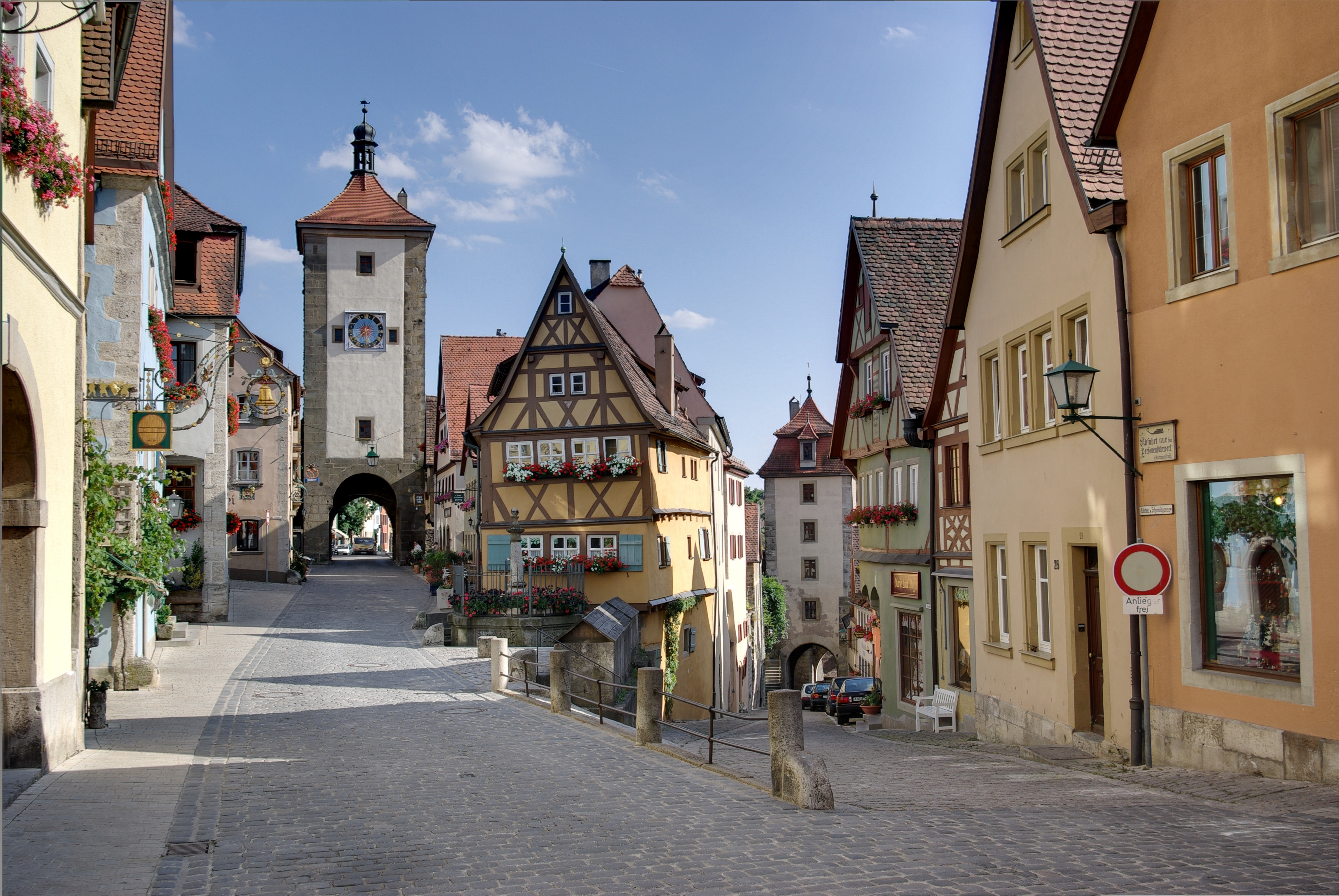
保存された旧市街の中世の町並み（プレーンライン）

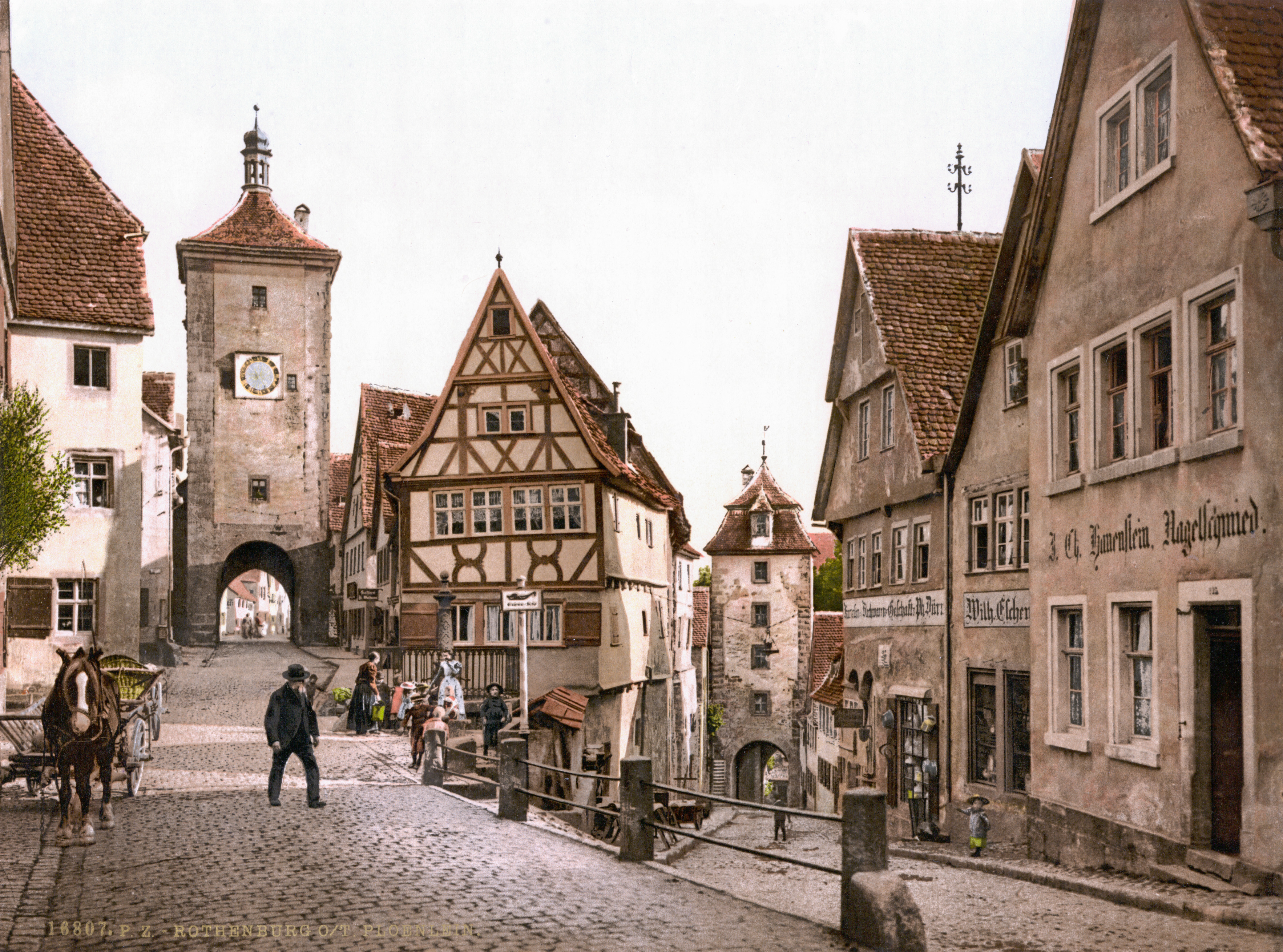
1900年のプレーンライン

ローテンブルクは、入り組んだ路地や小さな公園それを取り巻く木組み住宅といった中世さながらのよく保存された旧市街で知られている。この旧市街は、ドイツの街のプロトタイプとして、世界中の観光客の目的地となっている。特に日本からの観光客は、ヨーロッパ・ツアーの一環としてこの街で宿泊する。この街には、ホテルや民宿の他に、キャンプ場やオートキャンプ場、ユースホステルなどがある。ユースホステルは、かつて馬を動力とした街の粉挽き場として使われていたものである。
博物館
- 帝国都市博物館
- 中世犯罪博物館：拷問や処刑の様子や道具が展示されているが、より重要なのは、法制史に関する書類のコレクションである。
- 人形とおもちゃの博物館
- 羊飼いの踊り博物館
- クリスマス博物館
- 職人の家

## 文化・名物

### 祭事・催事

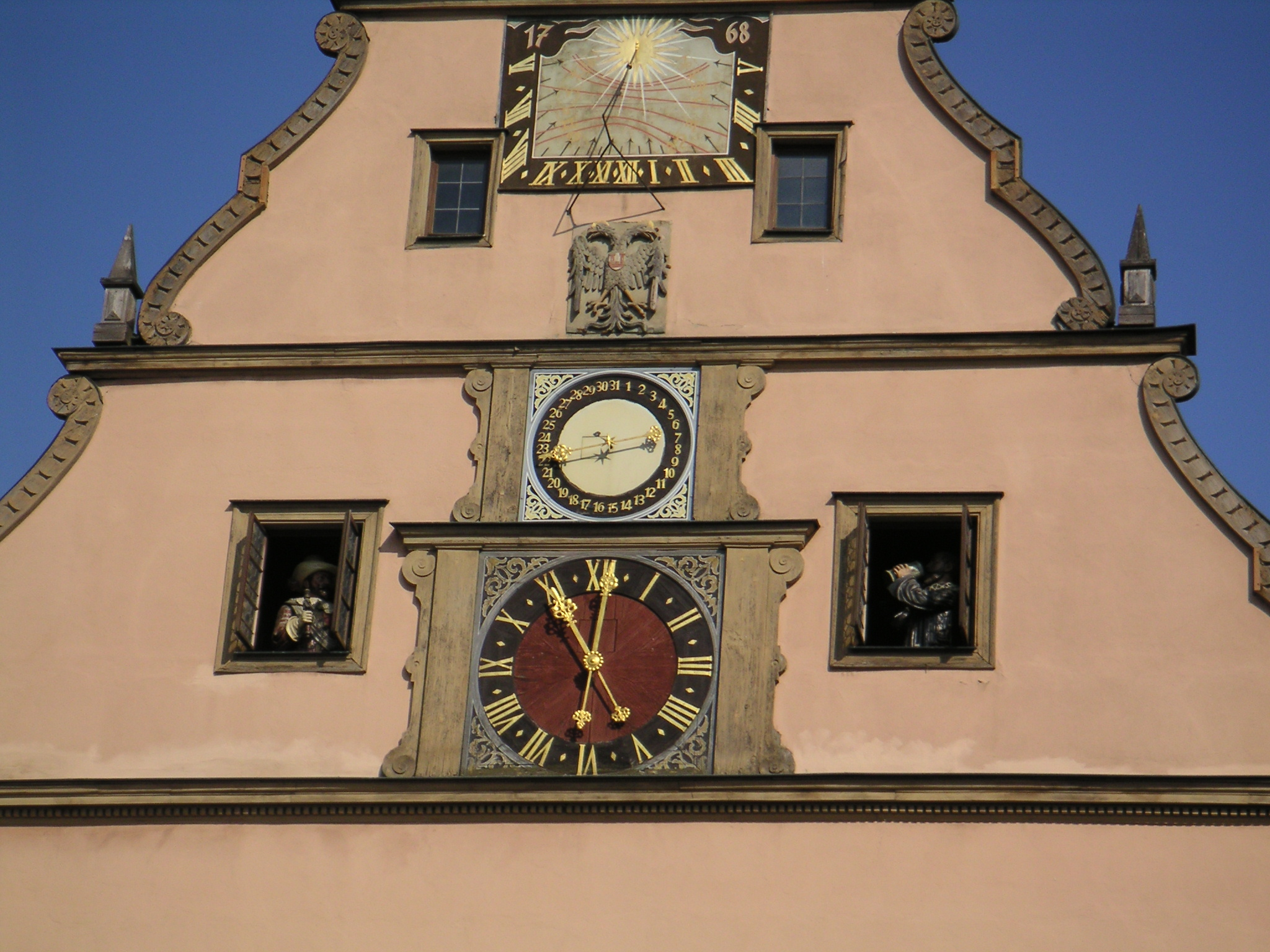
市参事会酒宴場のマイスタートゥルンクのからくり時計

- マイスタートルンク：毎年、聖霊降誕祭で、三十年戦争のローテンブルクを舞台とした芝居が上演される。また、帝国自由都市祭や秋の収穫祭に合わせて演じられることも多い。この芝居は、以下のようなアダム・ヘルバーの歴史劇である。この街を攻略したティリー伯ヨハン・セルクラエスは、参事会員らの罪を断じ、街を焼き払うと宣言した。参事らは困惑しながら、歓迎のワインを供した。それは3.25リットルのガラスコップに注がれていた。ティリー伯は少し穏やかな気持ちを取り直し、誰かこれを一気に飲み干す者があれば、街に危害を加えるのを中止しようと言った。老市長ヌッシュが進み出ると、一気にコップを空にして皆を驚かせた。ティリー伯は、これに感銘を受け、街に手出しするのを止めたという。ただし、実際には、ティリー伯自身がこの街に足を踏み入れたという記録はない。
- ローテンブルク・オプ・デア・タウバーの貨幣鋳造
- 帝国自由都市祭：9月初め。
- タウバータール・フェスティバル：野外ロック・コンサート
- クリスマス市「ライターレスマルクト」：11月下旬から12月22日まで。約500年前から続くとされ、ドイツのクリスマス市としては最も古い。
- 羊飼いの踊り：4月から10月までの間に数回、マルクト広場で開かれる。
- タウバータール・オープンエア

### 音楽

#### 楽団
- ローテンブルク・オプ・デア・タウバー市立青少年ブラス・オーケストラ
- 聖ヨハネ教会合唱団
- ProChor

## 出身関連著名人
- マイアー・フォン・ローテンブルク（1215年 - 1293年）ドイツ系ユダヤ人で、有名なユダヤ教のラビ、タールムート教師
- ハインリヒ・トップラー（1408年没）市長
- ヨハン・ハラー（1463年 - 1525年）出版者
- ペトレイウス・アペルバックス（1480年頃 - 1531年）人文主義者
- ファレンティン・イッケルザマー（1500年頃 - 1537年）教育者
- アンドレアス・リバフィウス（1555年 - 1616年）化学者、大学教師
- ヨハン・ゲオルク・ヨッホ（1676年 - 1731年）プロテスタントの神学者
- カール・ゲオルク・クリシュティアン・フォン・シュタウト（1798年 - 1867年）数学者
- フランツ・フォン・レイディヒ（1821年 - 1908年）動物学者
- ハンノ・ベルンハイム（1824年 - 1862年）哲学者
- リーヌス・メンメル（1914年 - 2004年）政治家 (CSU)
- ハンス・カール・アダム（1915年 - 2002年）料理人
- クラウス・ヘルプスト（1937年 - ）中東学者
- クリストフ・シュテーリン（1942年 - ）作家、歌手、エンターテイナー

## ローデンブルクを舞台とした作品
ローテンブルクのよく保存された旧市街は、様々な映画の舞台装置としても利用されている（例『カスパー・ハウザー』）。また、日本のアニメ作品『ちっちゃな雪使いシュガー』の舞台である架空の街「ミューレンブルク」、日本のコンピュータゲーム作品『アトリエシリーズ』の舞台である架空の街「ザールブルグ」、などのモデルともなっている。
音楽
バンド、ブラックモアズ・ナイトのアルバム『ウィンター・キャロルズ』のカバーにはプレーンラインの風景が使われている。

## 日本語版参考図書
- 紅山雪夫『ドイツものしり紀行』（新潮文庫、ISBN 4101043256）2005年
- 阿部謹也、若月伸一、沖島博美『ドイツ～チェコ古城街道』（新潮社、ISBN 4106020610）1997年
- 小谷明、阿部謹也、坂田史男 他『ドイツ・ロマンティック街道』（新潮社、ISBN 4106019485）1987年
- ロンリープラネットの自由旅行ガイド『ドイツ』（メディアファクトリー、ISBN 4840111839) 2004年